# Profesionální manželka
Profesionální manželka (v originále Potiche) je francouzsko-belgický hraný film z roku 2010, který režíroval François Ozon jako adaptaci divadelní hry Potiche od Pierra Barilleta a Jean-Pierra Grédyho. Snímek měl světovou premiéru na filmovém festivalu v Benátkách dne 4. září 2010.

## Děj
V roce 1977 v malém fiktivním městečku Sainte-Gudule, které se nachází na severu Francie, nedaleko Saint-Amand-les-Eaux, provozuje továrnu na deštníky Pujol-Michonneau misogynní šéf Pujol, který je ženatý se Suzanne.
Suzanne bez ustání snáší špatnou náladu, trápení a nevěry svého manžela, zejména vztah, který má se svou sekretářkou Nadège.
Pujola podráždí otřesné společenské klima, které v jeho továrně panuje kvůli jeho autoritářskému vedení. Komunistický místostarosta města Maurice Babin neváhá pro němu rozdmýchávat plameny.
Jednoho dne dělníci bez předchozího ohlášení začnou stávkovat, Pujol je následně zatčen. Má vážný infarkt. Zatímco čeká na uzdravení, jeho manželka na žádost veřejnosti souhlasí s dočasným převzetím vedení společnosti. A k překvapení všech se jí docela daří.

## Obsazení
| Catherine Deneuve         | Suzanne Pujol            |
| Gérard Depardieu          | Maurice Babin            |
| Fabrice Luchini           | Robert Pujol             |
| Karin Viardová            | Nadège                   |
| Judith Godrèche           | Joëlle                   |
| Jérémie Renier            | Laurent Pujol            |
| Sergi López               | španělský řidič          |
| Évelyne Dandry            | Geneviève Michonneau     |
| Bruno Lochet              | André                    |
| Élodie Frégé              | Suzanne Pujol jako mladá |
| Jean-Baptiste Shelmerdine | Robert Pujol jako mladý  |

## Ocenění
- César: nominace v kategoriích nejlepší herečka (Catherine Deneuve), nejlepší herečka ve vedlejší roli (Karin Viardová) a nejlepší adaptace (François Ozon)
- BAFTA Awards: nominace na nejlepší cizojazyčný film
- Lumières: nominace na nejlepší herečku (Catherine Deneuve)
- Cena Magritte: nejlepší herec ve vedlejší roli (Jérémie Renier), nominace na nejlepší zahraniční koprodukční film
- Gérard du cinéma: nominace pro Catherine Deneuve a pro nejlepší film